# Jan Tadeusz Pietruski
Jan Tadeusz Pietruski (ur. 7 czerwca 1930 we Lwowie, Kresy Wschodnie, zm. 14 października 2017 w Białymstoku) – polski lekarz, specjalista w zakresie ftyzjatrii i otolaryngologii, doktor habilitowany nauk medycznych, pisarz, publicysta, redaktor.

## Życiorys
Naukę rozpoczął w Gimnazjum Ojców Jezuitów w Chyrowie (woj. lwowskie), kontynuował w Strzyżowie, następnie w III Państwowym Liceum i Gimnazjum im. Króla Jana III Sobieskiego w Krakowie oraz w Gimnazjum Zgromadzenia Księży Marianów na Bielanach w Warszawie, gdzie zorganizował samopomoc uczniowską, udzielając korepetycji słabszym uczniom. Tam wraz z ostatnim rocznikiem maturalnym tej szkoły, w 1949 uzyskał świadectwo dojrzałości. W latach 1949–1954 studiował na Wydziale Lekarskim Akademii Medycznej w Lublinie.
Po otrzymaniu dyplomu lekarza 15 listopada 1954, otrzymał nakaz pracy w Akademii Medycznej w Białymstoku (AMB). Został zatrudniony w Klinice Gruźlicy Płuc AMB, kierowanej początkowo przez prof. Tadeusza Kielanowskiego, pierwszego rektora AMB a wcześniej rektora Uniwersytetu Marii Curie-Skłodowskiej w Lublinie.
Pełnił też funkcje konsultanta ftyzjatrycznego w szpitalach, więzieniu i w komisjach poborowych. W 1958 odbył miesięczny wyjazd szkoleniowy we Francji.
II stopień specjalizacji z zakresu ftyzjatrii otrzymał w 1961 i wówczas podjął pracę na Oddziale Gruźlicy Dziecięcej Szpitala Wojewódzkiego im. J. Śniadeckiego w Białymstoku.
W 1963 r. przeszedł do pracy w Klinice Otolaryngologii AMB w Państwowym Szpitalu Klinicznym (obecnie: Uniwersytecki Szpital Kliniczny) w Białymstoku na etat starszego asystenta.
W 1968 r. obronił dysertację doktorską Badania doświadczalne nad przenikaniem Na24 do perylimfy.
W latach 1969–1970 przebywał na stypendium rządu francuskiego w Paryżu w Hospital Broussais la Charité, gdzie opanował technikę wielu zabiegów szkoląc się w mikrochirurgii ucha. Równocześnie w Centre de Biophysiqe Sensorielle (Laboratorium Biofizyki Zmysłów) w Hospital Lariboisière zajmował się badaniami elektrofizjologicznymi narządu słuchu i równowagi oraz nystagmografią i diagnostyką porażeń nerwu twarzowego.
Specjalizację II stopnia z zakresu otolaryngologii zdobył w 1971. Nawiązane przez niego kontakty we Francji zapoczątkowały współpracę naukową i wizyty prof. Poula Aboulkera i prof. Jean Marc Sterkersa w Białymstoku.
Po powrocie z Paryża zorganizował i uruchomił w 1971 r. w macierzystej klinice pierwszą w Białymstoku pracownię elektronystagmografii, korzystając z kalibratora wykonanego według własnego projektu. Skonstruował niezbędną aparaturę umożliwiającą topodiagnostykę porażeń nerwu twarzowego, m.in. elektrogustometr i stymulator do badania przezskórnego jego pobudliwości.
Opracował też własną, oryginalną metodę procentowej rejestracji i stopnia ewolucji mimiki w obwodowym porażeniu nerwu twarzowego, pozwalającą z dużą dokładnością śledzić, rejestrować i oceniać cofanie się porażenia.
W 1972 r. jako pierwszy w Białymstoku wykonał stapedektomię w otosklerozie, uwieńczoną poprawą słuchu. Wprowadził też, wspólnie z kierownikiem kliniki prof. W. Hassmanem, wiele nowoczesnych technik operacyjnych w mikrochirurgicznym leczeniu przewlekłych zapaleń ucha środkowego.
Zdobyte umiejętności, rozwinięte w czasie dalszej pracy klinicznej i eksperymentalnej, jak też poszerzone o własne konstrukcje sprzętu niezbędnego przy operacjach, stały się podstawą do uzyskania habilitacji w 1977 r.
Uczestniczył w kursie otoneurochirurgii oraz mikrochirurgii ucha środkowego w Grenoble (13–16 marca 1978). Brał udział w kilkudziesięciu krajowych i zagranicznych zjazdach i sympozjach laryngologicznych, m.in. w Bratysławie, Budapeszcie, Bukareszcie, Chemnitz, Debreczynie, Dreźnie, Grenoble, Istambule, Jenie, Jerozolimie, Kolonii, Paryżu, Peczu, Pretorii, Zurychu i in.
W latach 1979–1980 pracował na uniwersytecie w Getyndze jako gastarzt, zajmując się leczeniem chirurgicznym porażeń nerwu twarzowego i operacjami ślinianki przyusznej, z zachowaniem nerwu twarzowego, jak również rozmaitych typów przeszczepów tego nerwu.
W latach 1984–1988 przebywał w Zairze, gdzie objął stanowisko szefa laryngologii w szpitalach górniczych w Katandze, a jednocześnie profesora Katedry Laryngologii Uniwersytetu Narodowego UNAZA (Université nationale du Zaïre).
Po powrocie z Zairu, w latach 1989–1995 pracował w Klinice Otolaryngologii Centralnego Szpitala Klinicznego w Warszawie.
Na emeryturze, praktykował w Spółdzielni Lekarzy Specjalistów „Eskulap” w Białymstoku.

## Publikacje naukowe
Dorobek naukowy J. Pietruskiego to autorstwo i współautorstwo ponad 300 publikacji naukowych, publicystycznych i książkowych w piśmiennictwie polskim i zagranicznym, w tym dwie książki i cztery rozdziały w podręcznikach lub w monografiach.
Tematyka obejmowała głównie zagadnienia związane z mikrochirurgią ucha, leczeniem obwodowego porażenia nerwu twarzowego oraz zastosowaniem aparatury własnej konstrukcji do tego typu badań i zabiegów, np.: Automatyczny kalibrator do nystagmografii typ PK własnej konstrukcji („Otolaryngologia Polska”, 1972); Własne doświadczenia w tympanoplastykach („Otolaryngologia Polska”, 1973); Porównanie wyników leczenia chirurgicznego i zachowawczego obwodowego porażenia nerwu twarzowego przy zastosowaniu własnej metody obliczeniowej („Otolaryngologia Polska”, 1975).
Jest współautorem podręcznika Otolaryngologia kliniczna; monografii pt. Uszkodzenia nerwu twarzowego; Postępowanie specjalistyczne w urazach głowy; Encyklopedia Seniora.
Wydał dwa podręczniki:
- Operacje tympanoplastyczne, PZWL, 1984 – pierwsze polskie oryginalne opracowanie nowoczesnej mikrochirurgii głuchoty przewodzeniowej[9];
- Tympanoplastyki. Operacje poprawiające słuch, Sanmedica, 1996[10][11].

## Publikacje literackie
- Na południe od równika (1994)[12];
- Byłem w Getyndze;
- Co nam zostało z tych lat;
- Pozory i paradoksy;
- I co dalej (2007);
- Pietruscy i Kielanowscy (2009);
- Nad Sekwaną (2010);
- Włączyć myślenie (2013);
- Moje młode lata; Pagne – Almanach 50 lat Unii Polskich Pisarzy Lekarzy (2017)[13].

## Towarzystwa naukowe, literackie i inne
- Sir Charles Bell Society, Kolonia (1992) – członek grupy założycielskiej międzynarodowej interdyscyplinarnej organizacji, z siedzibą w Los Angeles, zajmującą się koordynacją badań nad porażeniem nerwu twarzowego w skali globalnej[1];
- Polskie Towarzystwo Otolaryngologów – Chirurgów Głowy i Szyi (PTORL) – Członek Honorowy (1998)[14];
- Towarzystwo Absolwentów i Przyjaciół Akademii Medycznej w Lublinie – współzałożyciel;
- Unia Polskich Pisarzy Lekarzy – Członek Honorowy (2015)[13];
- Światowa Unia Pisarzy Lekarzy UMEM – Członek Honorowy (2004)[13].

## Działalność w Okręgowej Izbie Lekarskiej
W wieku emerytalnym, w Okręgowej Izbie Lekarskiej (OIL) w Białymstoku prowadził działalność literacką, publicystyczną i wydawniczą. W latach 2002–2009 pełnił funkcję redaktora naczelnego „Biuletynu OIL”. Wydał ponad 50 numerów Biuletynu i 7 „Zeszytów Historycznych”. Ostatni „Zeszyt” w pełni jego autorstwa był zatytułowany Lekarze Podlasia – skojarzenia lwowskie.
W swoich publikacjach nigdy nie popierał Narodowego Funduszu Zdrowia, który – jako zbiurokratyzowany urząd centralnie sterowany – nie widzi codziennych potrzeb pacjenta, nie rozumiejąc diagnostyki, potrzeb i cierpienia chorego.
W latach 2006–2009 i w 2014-2017 podczas V i VII kadencji Izb Lekarskich był delegatem środowiska lekarzy seniorów na Okręgowy Zjazd Lekarzy.
Współpracował z miesięcznikiem Uniwersytetu Medycznego w Białymstoku „Medyk Białostocki” oraz z wydawnictwem „Alma Mater” lubelskiej Akademii Medycznej, gdzie pisywał felietony na aktualne tematy, współredagując kolumnę Hyde Park.

## Nagrody
- Nagroda PTORL im. Jana Miodońskiego za cykl publikacji w Otolaryngologii Polskiej (1974);
- Medal Gloria Artis Medicinae (2014)[18].

## Życie prywatne
Był potomkiem Oktawa Pietruskiego herbu Starykoń (1820-1894), prawnika, działacza galicyjskiego i polskiego patrioty. Ojciec Jana Tadeusza Pietruskiego, Oktaw Maria (1904–1981), również ukończył prawo. Matka, Józefa Maria z domu Kielanowska (ur. 11 czerwca 1904 we Lwowie), siostra prof. Tadeusza Kielanowskiego, była po II wojnie światowej lektorką języka niemieckiego i francuskiego na UMCS w Lublinie. Miał starszego brata Mieczysława Oktawa.
W 1953 r. Jan Tadeusz ożenił się z Zofią Gracjanną Przełucką (1929-2012), późniejszą profesor, specjalistką immunologii klinicznej. Ich syn Jan Krzysztof Pietruski jest profesorem, stomatologiem. Synowa Małgorzata Dorota jest również profesorem, periodontologiem. 
Jego drugą żoną została profesor Ida Kinalska, endokrynolog i diabetolog.